# Cleidiocarpon laurinum
Cleidiocarpon laurinum är en törelväxtart som beskrevs av Airy Shaw. Cleidiocarpon laurinum ingår i släktet Cleidiocarpon och familjen törelväxter. IUCN kategoriserar arten globalt som starkt hotad. Inga underarter finns listade i Catalogue of Life.